# 야마가타선
야마가타선(일본어: 山形線)은 동일본 여객철도 오우 본선 중, 야마가타 신칸센이 주행하는 후쿠시마현 후쿠시마시의 후쿠시마역부터 야마가타현 신조시의 신조역까지의, 재래선으로서의 애칭 및 보통 열차의 애칭이다.

## 노선 정보
- 관할 (사업 종별) : 동일본 여객철도 (제1종 철도사업자)
- 구간 · 노선 거리 (영업 거리) : 후쿠시마 - 신조 148.6km
- 궤간 : 1,435mm
- 역 수 : 35역 (후쿠시마 역, 신조 역 포함)
- 복선화 구간 : 후쿠시마 역 - 세키네 역 구간, 아카유 역 - 아카유 신호장 간, 우젠나카야마 역 - 야마가타 역 간, 아시사와 - 후나가타 역 간
- 전철화 구간 : 전 구간 (교류 20,000 V, 50 Hz)
- 폐색 방식 : 복선 자동 폐색식(복선화 구간), 단선 자동 폐색식 (단선 구간)
- 보안장치 : ATS-P
- 최고속도 : 우등열차 130 km/h, 보통열차 110 km/h
- 운전 지령소 : 센다이 종합 지령실 (CTC)

전 구간이, 동일본 여객철도 센다이 지사의 관할이다.

## 운행 차량
통칭 야마가타 선의 차량은 다음과 같다.
- 719계 5000번대 : 2량편성 12차량(합계 24량)
- 701계 5500번대 : 2량편성 9차량(합계 18량)

모든 차량이 야마가타 차량 기지(구 야마가타 전철구)에 재적하고 있다. 제설·구원에 이용하는 디젤 기관차 등은 원래 있던 재래선용 차를 개조하여 쓰고 있다.